# Anemone thomsonii
Anemone thomsonii är en ranunkelväxtart som beskrevs av Oliver. Anemone thomsonii ingår i släktet sippor, och familjen ranunkelväxter. Inga underarter finns listade i Catalogue of Life.